# James Kauluma
James Hamupanda Kauluma (* 1. Juli 1933 in Südwestafrika; † 4. April 2007 in Windhoek) war ein namibischer Menschenrechtsaktivist und anglikanischer Bischof der Diözese Namibia. Er war der erste Namibier in diesem Amt.

## Lebensweg
Kauluma wurde im damaligen Ovamboland geboren. 1949 ging er an die St. Mary’s School in Odibo und wurde 1951 getauft. Zwei Jahre später wurde Kauluma von der South West African Native Labour Association (SWANLA) angestellt uns zum Diamanten-Bergbau nach Oranjemund geschickt.

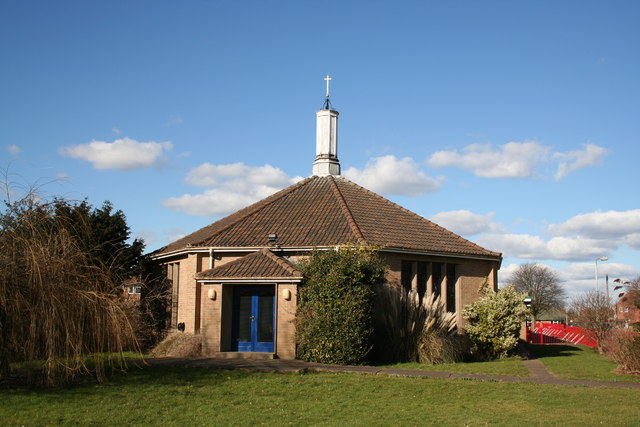
Church of the Ascension in Harrowby

An der Dorothea-Mission im südafrikanischen Johannesburg studierte Kauluma zwischen 1958 und 1959 Theologie und bis 1964 in Kenia, ehe er nach Südwestafrika zurückkehrte. 1965 ging Kauluma für weitere Studien nach Kanada und in die Vereinigten Staaten, wo er die Abschlüsse Bachelor an der University of Toronto und Master an der New York University machte. Er wurde ordiniert und am 22. Juni 1975 zum Dekan an der Church of the Ascension im englischen Harrowby erhoben. Zwei Jahre später wurde Kauluma durch Exil-Bischof Colin Winter zum Priester geweiht.
Kauluma wurde 1977 zum Suffraganbischof des Damaraland gewählt und in der Westminster Abbey in London konsekriert. Da Winter und Richard Wood nicht nach Südwestafrika zurückkehren würde, übernahm Kauluma die Leitung der Kirche im Land.
1978 kehrte Kauluma nach Südwestafrika zurück. Nach dem Tod von Winter 1981 wurde er zum Diözesanbischof gewählt und behielt dieses Amt bis 1998.
1983 erhielt er die ehrenhafte Auszeichnung Doctor of Divinity des General Theological Seminary in New York City. Kauluma starb im Jahr 2007 an Prostatakrebs.